# Рожки (Киевская область)
Ро́жки (укр. Ріжки) — село, входит в Таращанский район Киевской области Украины.
Население по переписи 2001 года составляло 822 человека. Почтовый индекс — 09512. Телефонный код — 4566. Занимает площадь 5,423 км². Код КОАТУУ — 3224485201.

## Местный совет
09512, Київська обл., Таращанський р-н, с.Ріжки